# 韦尔诺斯克莱萨诺奈
韦尔诺斯克-莱萨诺奈（法語：Vernosc-lès-Annonay，法語發音：[vɛʁnɔsk lɛz‿anɔnɛ]，意为“阿诺奈附近的韦尔诺斯克”）是法国阿尔代什省的一个市镇，位于该省北部，属于罗讷河畔图尔农区。

## 地理
韦尔诺斯克-莱萨诺奈（45°12'57"N, 4°42'47"E）面积16.08 平方千米，位于法国奥弗涅-罗讷-阿尔卑斯大区阿尔代什省，该省份为法国东南部内陆省份，北起顺时针与卢瓦尔省、伊泽尔省、德龙省、沃克吕兹省、加尔省、洛泽尔省和上盧瓦爾省接壤。
与韦尔诺斯克-莱萨诺奈接壤的市镇（或旧市镇、城区）包括：阿诺奈、阿尔杜瓦、达韦济约、坎特纳、鲁瓦菲约、圣西尔、塔朗雪、托朗克。
韦尔诺斯克-莱萨诺奈的时区为UTC+01:00、UTC+02:00（夏令时）。

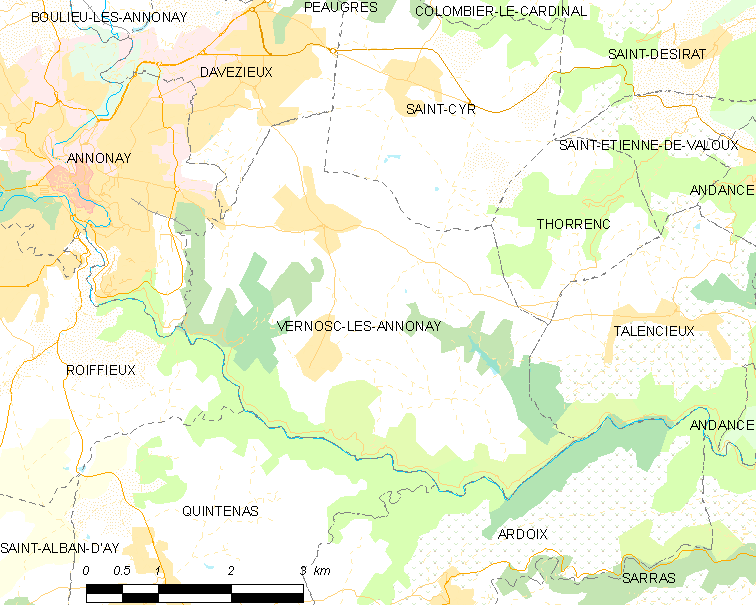
韦尔诺斯克-莱萨诺奈的OSM定位图

## 行政
韦尔诺斯克-莱萨诺奈的邮政编码为07430，INSEE市镇编码为07337。

## 政治
韦尔诺斯克-莱萨诺奈所属的省级选区为阿诺奈第二县。

## 人口

1962-2008年间韦尔诺斯克-莱萨诺奈人口变化图示

韦尔诺斯克-莱萨诺奈于2022年1月1日时的人口数量为2670人。